# Davilla cuatrecasasii
Davilla cuatrecasasii är en tvåhjärtbladig växtart som beskrevs av Aymard. Davilla cuatrecasasii ingår i släktet Davilla, och familjen Dilleniaceae. Inga underarter finns listade i Catalogue of Life.